# Madveeranahalli, Mandya
Madveeranahalli là một làng thuộc tehsil Mandya, huyện Mandya, bang Karnataka, Ấn Độ.